# ヤング・ホルト・アンリミテッド
- ヤング・ホルト・アンリミッテッド

ヤング・ホルト・アンリミテッド（Young-Holt Unlimited）は、アメリカ合衆国イリノイ州シカゴ出身のソウル・ジャズ、ソウル、R&Bのインスト・バンドである。

## キャリア
1966年にラムゼイ・ルイス・トリオのメンバーを務めたアイザック・"レッド"・ホルト（ドラム）とエルディ・ヤング（ベース）が、ドン・ウォーカー（ピアノ）とともに結成したヤング・ホルト・トリオを前身とする。この時点で、控えめではあるが、Billboard Hot 100で40位を記録した「Wack Wack」というヒットを出している。
1968年に2人がフロントマンとなった「ヤング・ホルト・アンリミテッド」に改名し、ウォーカーに代わってケン・チェイニー（ピアノ）が参加するようになった。そしてすぐに歌手バーバラ・アクリンの「Am I The Same Girl?」のインスト・バージョンを「Soulful Strut」と改題して発表しヒットさせた。
1974年にバンドを解散。ヤングとホルトは地元の小さなバンドで演奏を続けている。
ヤングは2007年に71歳で亡くなった。

## ディスコグラフィ

### アルバム
- 『ワック・ワック』 - Wack Wack (1966年、Brunswick) ※ヤング・ホルト・トリオ名義
- Feature Spot (1967年、Cadet) ※Young/Holt名義 with ラムゼイ・ルイス
- 『オン・ステージ』 - On Stage (1967年、Brunswick)
- 『ビート・ゴーズ・オン』 - The Beat Goes On (1968年、Brunswick)
- 『ファンキー・バット!』 - Funky But! (1968年、Brunswick)
- 『ソウルフル・ストラット』 - Soulful Strut (1968年、Brunswick)
- 『ジャスト・ア・メロディ』 - Just a Melody (1969年、Brunswick)
- Mellow Dreamin' (1970年、Cotillion)
- Born Again (1971年、Cotillion)
- 『オー・ガール』 - Oh Girl (1973年、Atlantic)
- 『スーパー・フライ』 - Young-Holt Unlimited Plays Super Fly (1973年、Paula)
- Live at the Bohemian Caverns, 1968 (1998年、Brunswick)